# 坂本豪大
坂本 豪大（さかもと たけひろ 1976年11月16日 - ）は、北海道出身の元モーグルスキー選手。1996年に日本人初のW杯優勝者（初出場初優勝）。長野オリンピックでメダルを期待されるも、転倒した。札幌学院大学卒業。2001年春よりフリースキーへ転向。パウダーDVDもプロデュース。